# Attatha attathoides
Attatha attathoides là một loài bướm đêm trong họ Noctuidae.